# يوليوس كادي
يوليوس كادي (20 مايو 1999 ببرلين في ألمانيا - ) (بالألمانية: Julius Kade) هو لاعب كرة قدم ألماني في مركز الوسط. شارك مع منتخب ألمانيا تحت 16 سنة لكرة القدم ومنتخب ألمانيا لكرة القدم تحت 18 سنة. أما مع النوادي، فقد لعب مع نادي هرتا برلين و وHertha BSC II ‏.

## روابط خارجية
- يوليوس كادي على موقع إي إس بي إن إف سي (الإنجليزية)
- يوليوس كادي على موقع قاعدة بيانات كرة القدم.إي يو (الإنجليزية)
- يوليوس كادي على موقع Soccerway.com (الإنجليزية)
- يوليوس كادي على موقع عالم كرة القدم.نت (الإنجليزية)